# Mohammed Al-Jahani
Mohamed Al-Jahani (arab. محمد الجهاني; ur. 28 września 1974) – saudyjski piłkarz. Większą część kariery spędził w Al-Ahli Dżudda.
Al-Jahani występował w reprezentacji narodowej i był na mundialu w 1998 r. i 2002 r.